# Jenna O'Hea
Jenna O'Hea, née le 6 juin 1987 à Traralgon (Australie) est une joueuse internationale australienne de basket-ball jouant en Women's National Basketball League avec Bulleen Boomers et en WNBA pour les Sparks de Los Angeles.
En junior, elle joue pour les Nunawading Spectres au Victoria et représente l'État de Victoria en équipes des moins de 16 ans, moins de 18 ans et moins de 20 ans. Elle représente aussi sa région en netball en moins de 16 ans.

## WNBL
O'Hea rejoint en 2003 l'Australian Institute of Sport, à Canberra, qui dispute la saison WNBL 2004-05. En 2004, elle remporte le Betty Watson Rookie of the Year Award.
En 2005-06, O'Hea signe aux Dandenong Rangers de Melbourne. Elle y reste deux saisons avant de rejoindre les Bendigo Spirit en 2007-08. Puis elle passe une saison en France à Arras, où elle peut par ailleurs user de son passeport irlandais.

En 2009-10, O'Hea rejoint les adversaires des Bulleen Boomers. Pour sa deuxième saison avec les Boomers, elle remporte le titre WNBL avec sa coéquipière Liz Cambage malgré la gêne représentée une blessure au genou en fin de saison avec 12,1 points, 4,0 rebonds et 5,1 passes décisives.

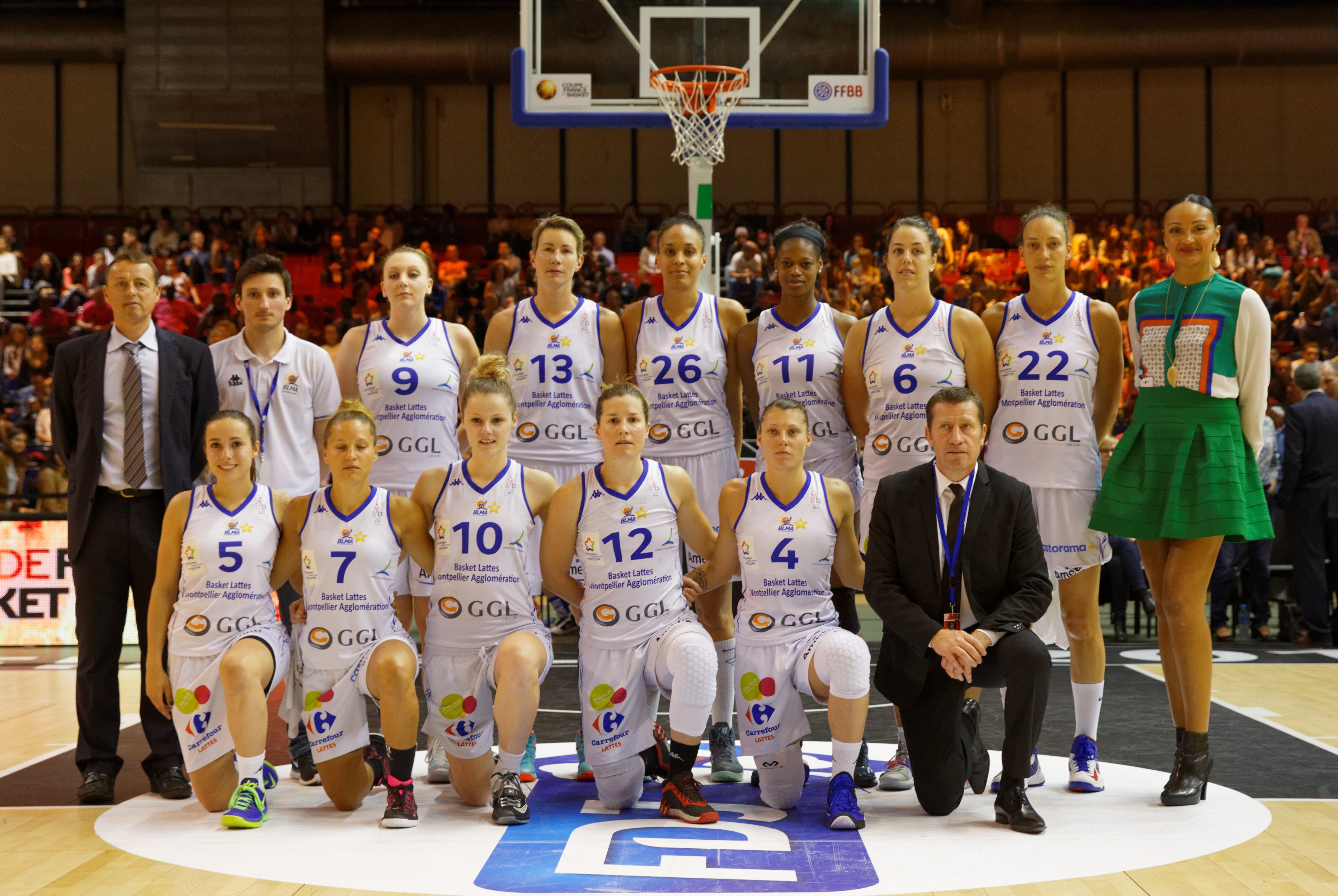
Équipe de Montpellier en finale de la Coupe de France le 2 mai 2015 (Jenna O'Hea porte le dossard 6)

Au printemps 2014, elle s'engage pour la saison à venir avec Montpellier à la sortie d'une saison WNBL où elle est meilleure marqueuse du championnat avec les Dandenong Rangers en inscrivant 20,7 points, 5,6 passes et 4,3 rebonds.
En 2015-2016, Montpellier remporte la Coupe de France et le championnat de France face à Bourges.

## WNBA
Le 31 mars 2011, les Sparks de Los Angeles signent Jenna O’Hea. Selon la coach des Sparks Jennifer Gillom, « Jenna est une joueuse polyvalente qui a de bonne chance d’avoir un impact immédiat dans l’équipe. Elle est très mobile et va apporter un peu de taille à notre ligne arrière. » Deux autres australiennes Liz Cambage (deuxième choix de la draft des Shock de Tulsa) et Rachel Jarry (18e choix de la draft par le Dream d'Atlanta, transférée au Lynx du Minnesota) rejoignent la WNBA.

## Équipes nationales
Elle conduit les moins de 21 ans à une médaille d'argent au Mondial 2007 en inscrivant 132 points en 8 rencontres (16,5 points de moyenne, 5,3 rebonds et 3,4 passes). Membre des moins de 19 ans en 2003, 2004 et 2005, elle manque néanmoins le mondial en raison d'une blessure.
Elle débute avec l'Équipe d'Australie en 2009 et participe au Mondial 2010 où les Opals, surnom des joueuses australiennes, terminent à la cinquième place.
Aux Jeux olympiques de 2012, elle remporte la médaille de bronze.

## Palmarès
- Coupe de France 2015[10] et 2016[11]
- Championne de France LFB 2016[7]